# Gouvernance d'Internet dans l'Union européenne
 (novembre 2009).
La Commission européenne, en vertu du monopole de droit d'initiative qu'elle exerce dans le cadre de ses compétences sur le premier pilier de l'Union européenne, est force de proposition à travers les comités consultatifs qui interviennent dans les processus de décision, tout particulièrement pour ce qui touche à la communication par l'internet et aux Livres blancs, tous sujets qui touchent à la politique européenne de développement durable.

## Historique
Dans les années 1980 et au début des années 1990, l'Union européenne encourage les protocoles de communication de type X.25 puis ATM qui ont la faveur des opérateurs de télécommunication. Les premières organisations qui se forment autour de la gestion d'Internet, comme le RIPE sont indépendants des pouvoirs politiques.
Les réseaux IP ont fait l'objet d'une attention particulière dans les années 1990.

## Attribution des adresses IP en Europe
Jusqu'au début des années 1990, l'IANA attribue les blocs d'adresses aux utilisateurs finaux, généralement de grandes entreprises ou des universités. Au début des années 1990 se forment les registres Internet régionaux (RIR) qui attribuent les adresses dans leur zone de service, généralement un continent. Le RIPE NCC est le premier RIR en fonction en 1992.

## Serveurs

### Serveurs racine DNS
On accède généralement aux ressources sur Internet en utilisant le Domain Name System qui traduit des noms de domaines en adresse IP.
Treize serveurs constituent la racine du DNS. Deux des douze organisations qui gèrent ces serveurs sont européennes. L'adressage et le routage sont assurés par anycast, les serveurs physiques qui assurent le service sont en réalité au nombre de 200 et répartis dans 50 pays du monde.

### Attributions des noms de domaines
L'Internet Corporation for Assigned Names and Numbers (ICANN) est chargée de la gestion de la racine du Domain Name System. Il existe, en 2010, 283 domaines de premier niveau (TLD), qui sont dits génériques (.com, .org, .int, etc), ou nationaux (.fr, .be, .ch, .ca), les codes de pays suivent généralement la norme ISO 3166-2.
Les gestionnaires des domaines de premier niveau sont appelés des registres. Ils définissent les modalités d'enregistrement de noms de domaines sous le TLD dont ils ont la gestion. En France, l'association qui est responsable des TLD .fr et .re est l'Afnic.

## Cadre d'interopérabilité
Les principales étapes qui ont conduit à l'élaboration d'un cadre d'interopérabilité informatique au niveau de l'Union européenne sont les suivantes.

### Adoption d'une résolution sur lesURIet lesmétadonnées
La Commission européenne a adopté une résolution sur l'utilisation des URI et des métadonnées en 2002, la CORES Resolution.

### Programme IDA sur le e-Gouvernement
Ultérieurement le programme IDA, suivi par IDA II et IDABC (Interoperable Delivery of European eGovernment Services to public Administrations, Businesses and Citizens), définit une politique pour des services d'e-gouvernement dans l'Union européenne, reposant sur le référentiel de métadonnées Dublin Core. Les États-membres sont à différents stades de réflexion sur ce sujet.

### Définition du cadre européen
Un cadre général d'interopérabilité a été défini en 2006 pour les États membres.
Voir : Cadre européen d'interopérabilité
Pour l'échange de documents, le rapport de Bernard Carayon de 2006 propose d'adopter le standard ouvert OpenDocument (ODF) pour la création et la diffusion de tout document officiel échangé dans le cadre européen.

### Registres de métadonnées
Hormis l'agence européenne de l'environnement, il n'existe pas, début 2007, de registre de métadonnées européen. Quelques gouvernements européens ont adopté le référentiel de métadonnées Dublin Core (Royaume-Uni, Irlande, Finlande).
Le projet de directive INSPIRE prévoit de mettre en œuvre des services de jeux de données pour les données géospatiales.
Le projet MIReG vise à mettre en œuvre au niveau européen et dans chaque État membre un framework de métadonnées.

## Compléments